# Catur (Sambi)
Catur is een bestuurslaag in het regentschap Boyolali van de provincie Midden-Java, Indonesië. Catur telt 1874 inwoners (volkstelling 2010).